# Da Capo Press
Da Capo Press es una editorial estadounidense con sede en Boston, Massachusetts. Fue fundado en 1964 como una editorial de libros de música, como una división de Plenum Publishers. A partir de 2009 tenía oficinas adicionales en Nueva York, Filadelfia, Los Ángeles, y Emeryville, California.
Da Capo Press se convirtió en una editorial comercial general a mediados de la década de 1970. Fue vendido al Perseus Books Group en 1999 después de que Plenum fue vendido a Wolters Kluwer. En la última década, su producción ha consistido principalmente en títulos de no ficción, tanto en tapa dura como en rústica, centrándose en la historia, la música, las artes escénicas, los deportes y la cultura popular. En 2003, Lifelong Books fue fundada como una imprenta de salud y bienestar. Cuando Marlowe & Company se convirtió en parte de la imprenta en 2007, Lifelong se amplió para incluir la serie New Glucose Revolution y numerosos títulos sobre diabetes, así como libros sobre cocina saludable, psicología, crecimiento personal y sexualidad. En 2009 la compañía colocó algunas partes científicas del libro Jetpack Dreams en la web de forma gratuita.
En abril de 2016, Da Capo Press fue adquirida por Hachette Book Group como parte de la compra de Hachette al Perseus Books Group. Después de la venta, la imprenta hermana Seal Press se convirtió en una imprenta Da Capo. En 2018, Da Capo se convirtió en una imprenta de Hachette Books y Seal se convirtió en una imprenta de Basic Books.